# Kpe

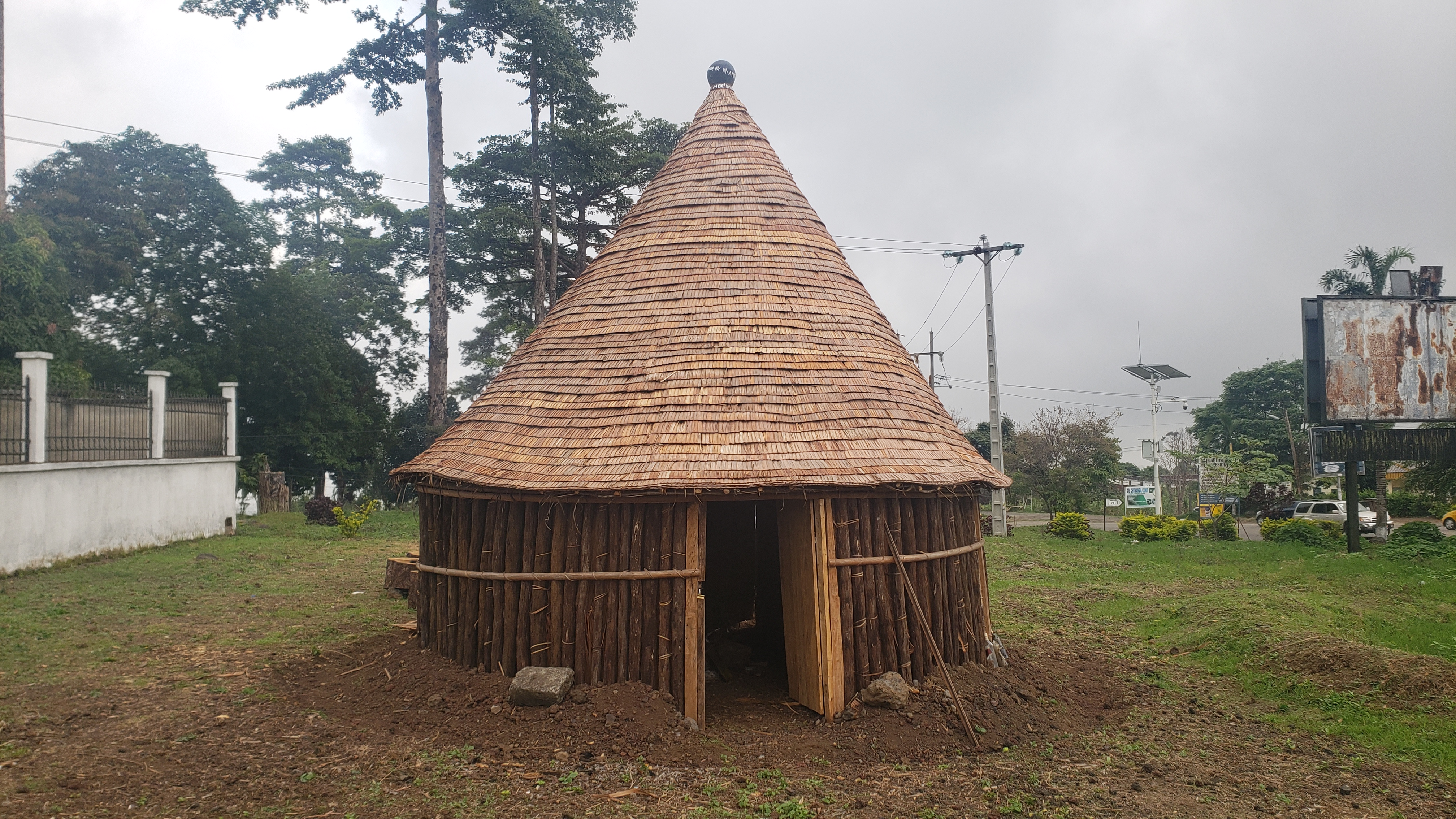
Ein traditionelles Rundhaus der Bakweri als Treffpunkt für die Gemeinschaft

Die Kpe (Bakwiri) sind eine Ethnie in Südwestkamerun. Sie gehören zur Kpe-Mboko-Gruppe der Küstenbantu. Die Zahl der heutigen Sprecher der Kpe-Sprache wird auf 32.200 geschätzt (Ethnologue 2005).

## Geschichte
Die traditionellen Siedlungsgebiete der Kpe liegen am südöstlichen Kamerunberg zwischen dem Mungo und Kap Dibundja. Anfang der 1890er Jahre soll ihre Zahl rund 30.000 betragen haben, die sich auf etwa 60 Ortschaften verteilten. Ihre Gesellschaftsordnung war segmentär. Seit 1883 standen sie in Beziehung zu den schwedischen Kaufleuten Knut Vilhelm Knutson und George Wilhelm Valdau, die einen schwunghaften Handel in der Region etablierten. 1885 schloss der Journalist und Forschungsreisende Hugo Zöller mit mehreren Kpe-Dörfern „Schutzverträge“ und leitete damit die deutsche Inbesitznahme des Gebiets ein. 1891 und 1894 unternahm die deutsche Kolonialmacht zwei militärische Expeditionen gegen den Kpe-Chief Kuva Likenye und brachte die Kpe-Gesellschaften endgültig unter ihre Oberhoheit. An der Stelle des Zentralorts Gbea, der 1894 durch deutsche Truppen zerstört wurde, entstand ein Militärposten bzw. der späteren Regierungssitz der deutschen Kolonie, Buea.
Die Basler Mission war im Bereich der Kpe tätig. Ihre Haltung den deutschen Kolonialherren gegenüber war uneinheitlich. Die Historikerin Christine Christ-von Wedel erkannte zwar an, dass die Basler Mission 1901 gegen die «empörende Ausbeutung» der Kpe und die «unmenschlichen Landenteignungen» protestiert und damit für die Einheimischen im Konflikt mit den Plantageneigentümern etwas günstigere Bedingungen erreicht hatte. Aber die Missionare hätten das Recht der deutschen Kolonialmacht auf Enteignung nicht grundsätzlich in Frage gestellt, da sie von einer Zusammenarbeit mit dem korrupten Gouverneur abhängig waren.